# San Bartolomé Quialana
San Bartolomé Quialana es una población que pertenece a la cabecera distrital de Tlacolula de Matamoros, en el estado de Oaxaca de México. Es una población de pocos habitantes cuya lengua oficial es el idioma zapoteco.
Las mujeres de esta comunidad se visten con la indumentaria tradicional de la región.
Quialana es una palabra que en zapoteco significa   Piedra Tiznada, debido a que en esta población se encuentra un cerro de piedra al que se le conoce con el nombre de Yubidani (en zapoteco, Tierra Tiznada).